# Grunewald (foresta)
La foresta di Grunewald (o semplicemente Grunewald, "foresta verde") è, con i suoi 3.000 ettari di estensione, la più vasta foresta cittadina di Berlino.

## Geografia

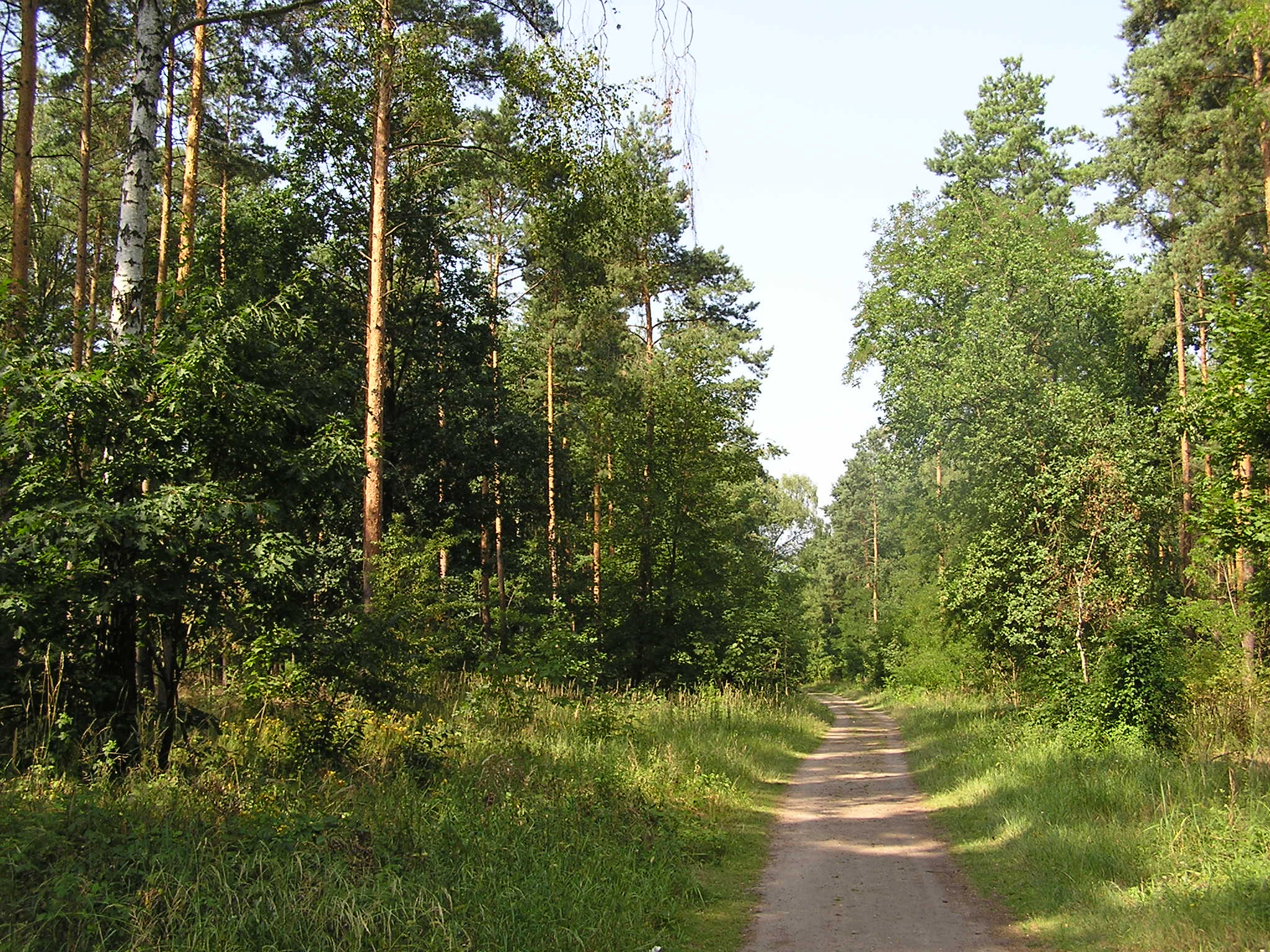
Grunewald (Neuer Schildhornweg)

Il Grunewald (appartenente per la maggior parte al quartiere omonimo) si estende lungo la riva orientale dell'Havel, nella zona occidentale di Berlino.
Lambisce, verso nord, la Fiera di Berlino (Messe Berlin) e la torre della radio (Berliner Funkturm).

## Comunicazioni
Il Grunewald è agilmente raggiungibile tramite la linea S7 della S-Bahn, dalla stazione ferroviaria omonima.
L'autostrada A115, la quale ingloba la AVUS e viene affiancata al ramo ferroviario, attraversa l'intera foresta.

## Ambiente

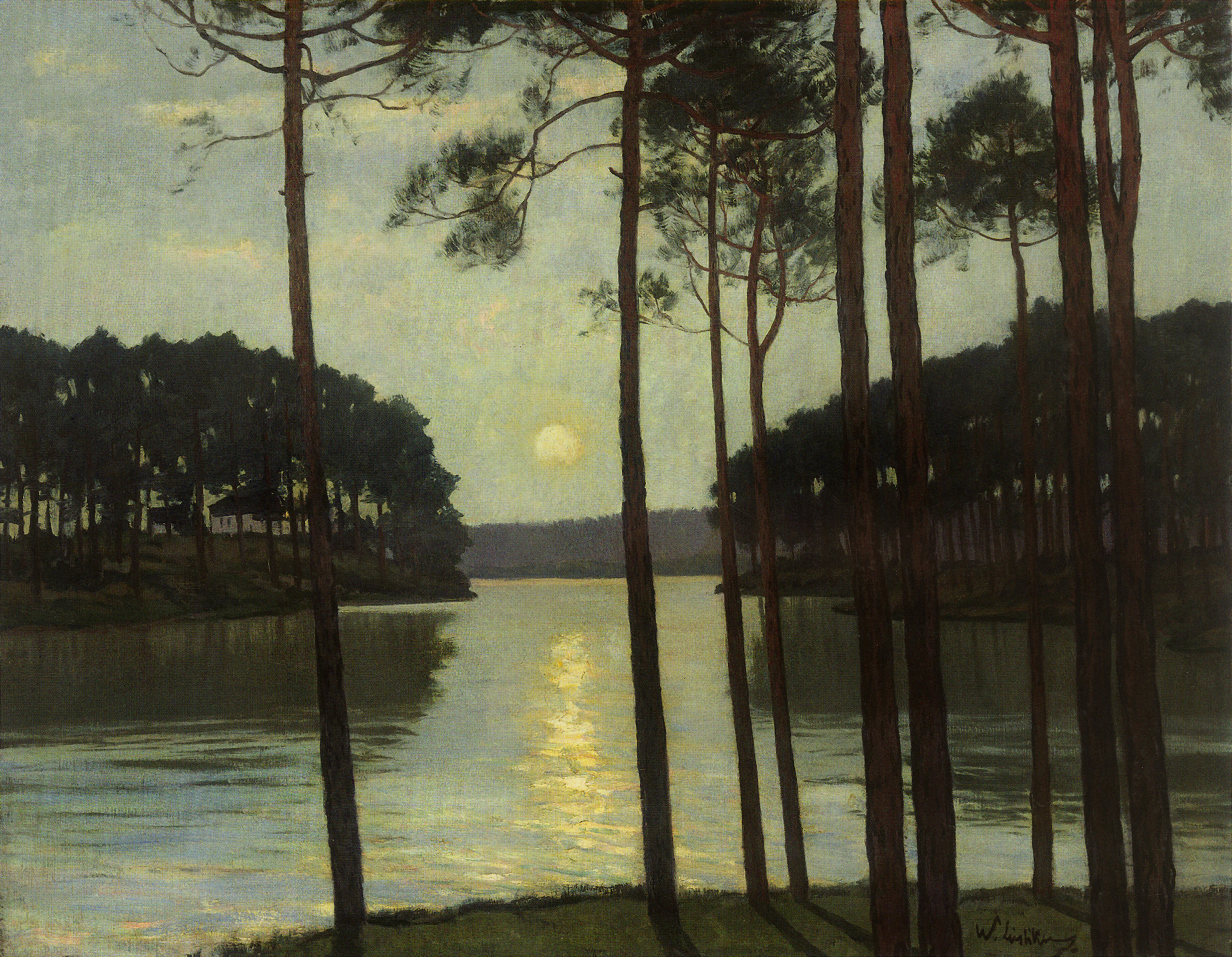
Tramonto a Schlachtensee, 1895 (Walter Leistikow)

L'ambiente naturale del Grunewald presenta un'estesa foresta, principalmente di conifere e betulacee. Varie aree sono protette (Naturschutzgebiet) ed interdette agli avventori, ospitando una variegata fauna, principalmente di anfibi ed uccelli).
Oltre al fiume Havel, che per i berlinesi rappresenta una vera e propria zona balneare, il Grunewald è contornato da vari laghi e stagni. Lungo il confine occidentale della foresta, collegati dal corso del torrente Fenngraben, vi sono laghi come Schlachtensee, Krumme Lanke, Grunewaldsee, e gli stagni di Riemeisterfenn e Hundekehlesee. 
Altri piccoli stagni interni alla foresta sono il Teufelsee, il Pechsee ed il Barssee.
Il Grunewald conta 2 isole sul fiume Havel: Schwanenwerder (unita tramite strada) e l'isola di Lindwerder.

## Filmografia
- Fatherland (film tv, 1994)[1] - Tratto dall'omonimo romanzo di Robert Harris; regia di Christofer Menaul, con Rutger Hauer e Miranda Richardson. Le prime scene di questo film fantastorico (ambientato in un 1964 alternativo nel quale Hitler ha vinto la seconda guerra mondiale), mostrano un misterioso omicidio avvenuto nella foresta di Grunewald, che sarà il fil rouge della trama.